# Galtsjön, Blekinge
Galtsjön är en sjö i Ronneby kommun i Blekinge och ingår i Ronnebyån-Vierydsåns kustområde. Sjön är 11 meter djup, har en yta på 0,0959 kvadratkilometer och är belägen 34,4 meter över havet. Sjön avvattnas av vattendraget Saxemarabäcken. Vid provfiske har abborre, mört och sutare fångats i sjön.

## Delavrinningsområde
Galtsjön ingår i det delavrinningsområde (622637-146402) som SMHI kallar för Mynnar i havet. Medelhöjden är 30 meter över havet och ytan är 10,4 kvadratkilometer. Det finns inga avrinningsområden uppströms utan avrinningsområdet är högsta punkten. Avrinningsområdets utflöde Saxemarabäcken mynnar i havet. Avrinningsområdet består mestadels av skog (76 procent) och jordbruk (12 procent). Avrinningsområdet har 0,1 kvadratkilometer vattenytor vilket ger det en sjöprocent på 0,9 procent. Bebyggelsen i området täcker en yta av 0,31 kvadratkilometer eller 3 procent av avrinningsområdet.